# Біотехком-КНТУ
Біотехком-КНТУ, також BioTexCom-КНТУ, BioTexCom-KNTU — українська бейсбольна команда з Кропивницького. Існує з 1988 року. Найбільш титулована команда України. 24-разовий чемпіон України, 22-разовий володар кубку України. Традиційно гравці команди складають основу збірної України з бейсболу. Займає 28-ме місце в Європейському рейтингу 2018 року.

## Історія

### Початок студентського бейсболу в СРСР
Наприкінці 1980-х років у Кіровограді існував лише студентський бейсбол. Тоді в льотному училищі КВЛУ ЦА (нині ЛА НАУ) здобували освіту курсанти з Латинської Америки де цей вид спорту завжди був надзвичайно популярним. Викладач цього училища, відомий у минулому голкіпер футбольної «Зірки» Юрій Колаковський став знайомити з азами гри майбутніх льотчиків, штурманів і диспетчерів з країн колишнього Союзу, створивши в 1988 році першу команду «Ікар», де гравцями були кубинські й наші студенти. З 1989 року викладач факультету фізвиховання КДПІ (нині ЦДПУ) Валентин Рябухін долучив до занять бейсболом і студентів педагогічного вишу. Тренувалися на футбольному полі. Стали справжніми фанатами бейсболу. Пройшли відбір і потрапили на чемпіонат СРСР у першій лізі. Грали в Москві у Крилатському, на полі для стрільби з лука. Поле перегородили, тому водночас відбувалися дві гри. Ми змагалися з одинадцятьма командами і навіть стали не останніми. І, нарешті, найважливішим моментом в нашій бейсбольною історії стало те, що бейсболом в КІСМі (нині ЦНТУ) став займатися майбутній заслужений тренер України Юрій Бойко, де грали нікарагуанці й частина українських студентів. Знаковим став і приїзд до Кіровограда в 1991 році нинішнього головного тренера національної збірної України, ЗТУ Олега Бойка.
Команди навчальних закладів грали в неофіційному студентському чемпіонаті міста з бейсболу та виступали на республіканських універсіадах, за профілем того міністерства, до якого належав ВНЗ. Студентська команда КІСМу офіційно дебютувала в 1990 році на Універсіаді в Хмельницькому, де посіла друге місце з семи команд.
На початку 1990-х років у місті залишилося лише дві бази, де тренувалися бейсболісти — факультет фізичного виховання педінституту та КІСМ. Спільною збірною командою від Кіровограда, яка тоді називалась «Ікар», виступали в першості УРСР, а також їздили до Москви для участі у відборі до першої ліги чемпіонату СРСР з бейсболу. Команда посіла у відбірковій групі сьоме місце, проте отримала путівку в першу лігу наступного сезону. Але в 1992 році вже не було ані СРСР, ані чемпіонату СРСР з бейсболу.

### Об'єднання команд. Чемпіонат України
Тоді відбулася перша спроба об'єднання студентських бейсбольних клубів КІСМу та факультету фізичного виховання педінституту. Хоча взимку між 1991 та 1992 роками кожна з двох команд тренувалась окремо, навесні вони почали виступати разом, а головним тренером об'єднаної вишівської бейсбольної команди призначили Юрія Бойко.
Кращі гравці двох навчальних закладів сформували команду, яка 1992 року дебютувала в першій лізі чемпіонату України. Лише за два сезони кіровоградський «Колос» — назва від однойменного спортивного товариства, — пройшов шлях від новачків першої ліги до бронзових нагород Вищої ліги (1994). Наступного сезону команда вже виступала під назвою «Горн»: спонсором клубу стала фірма «Горн» відомого на той час кіровоградського підприємця і політика Олександра Нікуліна. Під цим ім'ям команда виграла свій перший титул чемпіонів України 1995 року.

### Зростання. Молодіжна команда
У місті з'явилась значна кількість молодих бейсболістів — випускників місцевих ДЮСШ, тому виникла необхідність створення молодіжного фарм-клубу «Горну». На рубежі 1990—2000 років у Кіровограді було сформовано другу бейсбольну команду, де грали, переважно, студенти 1-2 курсів технічного університету. Природно, згодом друга кіровоградська бейсбольна команда отримала назву «Техуніверситет». У 2000 році нещодавно створена друга команда міста команда виграла свій перший трофей — Кубок України.
Після того, як «Горн» лишився підтримки Олександра Нікуліна, команду на один сезон під своє крило бере кіровоградська дитячо-юнацька спортивна школа «Віта», відповідно, чемпіонський титул 2001 року «старший» клуб виграє під іменем «СДЮШОР-Віта». Потім Кіровоградський державний технічний університет, фактично, врятував існування першої бейсбольної команди міста, виступивши в якості однієї з трьох ключових структур, які забезпечували участь клубу в чемпіонатах України і міжнародних турнірах.
У 2002 році перша та друга бейсбольні команди Кіровограда частково обмінялися назвами. «Молодіжна» команда стала виступати під абревіатурою своєї базової дитячо-юнацької спортшколи олімпійського резерву: «СДЮШОР», «СДЮШОР-Діамант». Старша команда змінила декілька назв, проте в кожній безпосередньо згадувався навчальний заклад: «КДТУ/КНТУ» (2002—2004), «КНТУ-ОШВСМ» (2005—2010), «КНТУ-Єлисаветград» (2010—2016), BioTexCom-КНТУ (2017 рік — наш час).
Команда також відома в бейсбольних колах за межами України — багато років виступає на європейських клубних турнірах, які щорічно проводяться Європейською Конфедерацією бейсболу (СЕВ). Кіровоградські бейсболісти неодноразово вигравали кваліфікаційні змагання «Європейського Кубку», а у 2014—2015 роках команда «КНТУ-Єлисаветград» представляла Україну в найбільш престижному турнірі «Єврокубку» — Топ-12 бейсбольної Ліги Чемпіонів.

## Досягнення

### Чемпіонат України. Вища ліга. Дивізіон «А»
| Рік  | Основна команда   | Місце | Молодіжна команда  | Місце    |
| ---- | ----------------- | ----- | ------------------ | -------- |
| 2019 | BioTexCom-КНТУ    | 1     | BioTexCom-СДЮШОР-2 | 3        |
| 2018 | BioTexCom-КНТУ    | 1     | BioTexCom-СДЮШОР-2 | 2        |
| 2017 | BioTexCom-КНТУ    | 1     | BioTexCom-СДЮШОР-2 | 3        |
| 2016 | КНТУ-Єлисаветград | 1     | СДЮШОР-Діамант     | 2        |
| 2015 | КНТУ-Єлисаветград | 1     | СДЮШОР-Діамант     | 2        |
| 2014 | КНТУ-Єлисаветград | 1     | СДЮШОР-Діамант     | 3        |
| 2013 | КНТУ-Єлисаветград | 1     | СДЮШОР-Діамант     | «Б» 1 ↑* |
| 2012 | КНТУ-Єлисаветград | 1     | СДЮШОР-Діамант     | «Б» 2    |
| 2011 | КНТУ-Єлисаветград | 1     | СДЮШОР-Діамант     | 4 ↓**    |
| 2010 | КНТУ-Єлисаветград | 1     | СДЮШОР-Діамант     | 3        |
| 2009 | КНТУ-Єлисаветград | 1     | СДЮШОР-Діамант     | 3        |
| 2008 | КНТУ-ОШВСМ        | 1     | СДЮШОР-Діамант     | 4        |
| 2007 | КНТУ-ОШВСМ        | 1     | СДЮШОР-Діамант     | 5        |
| 2006 | КНТУ-ОШВСМ        | 1     | СДЮШОР-Діамант     | 3        |
| 2005 | КНТУ-ОШВСМ        | 1     | СДЮШОР-Діамант     | 3        |
| 2004 | КНТУ              | 2     | СДЮШОР-Діамант     | 3        |
| 2003 | КДТУ              | 1     | СДЮШОР-Діамант     |          |
| 2002 | КДТУ              | 1     | СДЮШОР-Діамант     |          |
| 2001 | СДЮШОР-Віта       | 1     | Техуніверситет     |          |
| 2000 | Горн              | 1     | Техуніверситет     | 3        |
| 1999 | Горн              | 1     | Техуніверситет     | 2        |
| 1998 | Горн              | 1     | Дияволи-Центр      | 3        |
| 1997 | Горн              | 1     | Дияволи-Центр      |          |
| 1996 | Горн              | 1     | Дияволи-Центр      |          |
| 1995 | Горн              | 1     | Горн 2             |          |
| 1994 | Горн              | 3     |                    |          |

* Повернення в дивізіон А
** Виліт в дивізіон Б

### Кубок України

КНТУ-Єлисаветград завоювали Кубок України 2014 року

| Рік  | Основна команда   | Місце | Молодіжна команда  | Місце        |
| ---- | ----------------- | ----- | ------------------ | ------------ |
| 2019 | BioTexCom-КНТУ    | 1     | BioTexCom-СДЮШОР-2 | 2            |
| 2018 | BioTexCom-КНТУ    | 1     | BioTexCom-СДЮШОР-2 | 2            |
| 2017 | BioTexCom-КНТУ    | 1     | BioTexCom-СДЮШОР-2 | 3            |
| 2016 | КНТУ-Єлисаветград | 1     | СДЮШОР-Діамант     | 2            |
| 2015 | КНТУ-Єлисаветград | 1     | СДЮШОР-Діамант     | 2            |
| 2014 | КНТУ-Єлисаветград | 1     | СДЮШОР-Діамант     | 3            |
| 2013 | КНТУ-Єлисаветград | 1     | СДЮШОР-Діамант     | півфіналісти |
| 2012 | КНТУ-Єлисаветград | 2     | СДЮШОР-Діамант     | півфіналісти |
| 2011 | КНТУ-Єлисаветград | 1     | СДЮШОР-Діамант     | 2            |
| 2010 | КНТУ-Єлисаветград | 1     | СДЮШОР-Діамант     | півфіналісти |
| 2009 | КНТУ-Єлисаветград | 1     | СДЮШОР-Діамант     | 3            |
| 2008 | КНТУ-ОШВСМ        | 1     | СДЮШОР-Діамант     | 3            |
| 2007 | КНТУ-ОШВСМ        | 1     | СДЮШОР-Діамант     | півфіналісти |
| 2006 | КНТУ-ОШВСМ        | 1     | СДЮШОР-Діамант     | 2            |
| 2005 | КНТУ-ОШВСМ        | 1     | СДЮШОР-Діамант     | 3            |
| 2004 | КНТУ              | 2     | СДЮШОР-Діамант     | 3            |
| 2003 | КДТУ              | 1     | СДЮШОР-Діамант     |              |
| 2002 | КДТУ              | 1     | СДЮШОР-Діамант     | 2            |
| 2001 | СДЮШОР-Віта       | 1     | Техуніверситет     | півфіналісти |
| 2000 | Горн              | 3     | Техуніверситет     | 1            |
| 1999 | Горн              | 1     | Техуніверситет     | 2            |
| 1998 | Горн              | 1     | Дияволи-Центр      | 2            |
| 1997 | Горн              | 1     | Дияволи-Центр      | півфіналісти |
| 1996 | Горн              | 1     | Дияволи-Центр      | 4            |
| 1995 | Горн              | 1     | Горн 2             | 4            |
| 1994 | Горн              | 2     |                    |              |
| 1993 | Гарт              | 3     |                    |              |
| 1992 | Ікар              | 3     |                    |              |

### Єврокубки
| Рік  | Турнір                                                          | Місце |
| ---- | --------------------------------------------------------------- | ----- |
| 2019 | C.E.B. Cup                                                      | 6     |
| 2018 | C.E.B. Cup                                                      | 7     |
| 2017 | C.E.B. Cup                                                      | 5     |
| 2016 | C.E.B. Cup                                                      | 5     |
| 2015 | European Cup — Pool 2 European Cup Qualifier — Pool 4 *         | 6 ↓ 4 |
| 2014 | European Cup Play-Offs — Pool 2 European Cup — Pool 1           | 1 6   |
| 2013 | European Cup Play-Offs — Pool 2 European Cup Qualifier — Pool 2 | 1 ↑ 1 |
| 2012 | European Cup Play-Offs — Pool 2 European Cup Qualifier — Pool 4 | 2 1   |
| 2011 | European Cup Qualifier — Pool 3                                 | 2     |
| 2010 | European Cup Qualifier — Pool 2                                 | 3     |
| 2009 | European Cup Qualifier — Pool 2                                 | 1 **  |
| 2008 | European Cup Play-Offs, Brno European Cup Qualifier — Pool 4    | 2 1   |
| 2007 | European Cup Qualifier — Pool 1                                 | 3     |
| 2006 | European Cup Qualifier — Pool 2                                 | 2     |
| 2005 | C.E.B. Cup Qualifier                                            | 1 ↑   |
| 2000 | European Cup C.E.B. Cup Qualifier *                             | 8 ↓ 3 |
| 1999 | European Cup Qualifier — Pool 2                                 | 1 ↑   |
| 1998 | C.E.B. Cup *                                                    | 8 ↓   |
| 1997 | European Cup                                                    | 8 ↓   |
| 1996 | European Cup Qualifier                                          | 2 ↑   |
| 1995 | Cupwinners Cup Qualifier                                        | 1 ↑   |
| 1994 | C.E.B. Cup Qualifier                                            | 4     |

* Молодіжна команда
** Команда знялась з участі в плей-офф

### Кубок Колодицького
| Рік  | Основна команда          | Місце | Молодіжна команда  | Місце |
| ---- | ------------------------ | ----- | ------------------ | ----- |
| 2019 | BioTexCom-КНТУ           | 1     | BioTexCom-СДЮШОР-2 | 3     |
| 2018 | BioTexCom-КНТУ           | 1     | BioTexCom-СДЮШОР-2 | 3     |
| 2017 | BioTexCom-КНТУ           | 1     | BioTexCom-СДЮШОР-2 | 2     |
| 2016 | Єлисаветград*            | 1     | Кіровоград*        | 2     |
| 2015 | Патріоти**               | 1     | Орли**             | 2     |
| 2014 | не проводився            |       |                    |       |
| 2013 | КНТУ-Єлисаветград        | 1     | СДЮШОР-Діамант     | 3     |
| 2012 | проводився серед кадетів |       |                    |       |
| 2011 | КНТУ-Єлисаветград        | 1     | СДЮШОР-Діамант     | 4     |
| 2010 | КНТУ-Єлисаветград        | 3     | СДЮШОР-Діамант     | 5     |
| 2009 | КНТУ-Єлисаветград        | 1     | СДЮШОР-Діамант     | 2     |
| 2008 | КНТУ-ОШВСМ               | 1     | СДЮШОР-Діамант     | 7     |
| 2007 | КНТУ-ОШВСМ               | 1     | СДЮШОР-Діамант     |       |
| 2006 | КНТУ-ОШВСМ               | 1     | СДЮШОР-Діамант     |       |
| 2005 | КНТУ-ОШВСМ               | 1     | СДЮШОР-Діамант     | 3     |
| 2004 | КНТУ                     | 1     | СДЮШОР-Діамант     |       |
| 2003 | КДТУ                     |       | СДЮШОР-Діамант     |       |
| 2002 | КДТУ                     |       | СДЮШОР-Діамант     |       |
| 2001 | СДЮШОР-Віта              |       | Техуніверситет     |       |
| 2000 | Горн                     |       | Техуніверситет     |       |
| 1999 | Горн                     |       | Техуніверситет     |       |

* Три кропивницькі команди були сформовані з гравців клубів дивізіону А Вищої ліги, а для турніру вони отримали умовні назви: «‎Кіровоград‬» (вік гравців — 18—21 рік), «‎Єлисаветград‬» (вік гравців старше 22 років) та «‎Кропивницький‬» (вік гравців 15-18)
** Три кропивницькі команди були сформовані з гравців клубів дивізіону А Вищої ліги, а для турніру вони отримали умовні назви: «‎Орли‬», «‎Патріоти» та «‎Діаманти». (перші дві складались переважно з гравців команди «КНТУ-Єлисаветград»)

### Minsk Cup
| Рік  | Команда        | Місце |
| ---- | -------------- | ----- |
| 2019 | BioTexCom-КНТУ | 2     |
| 2018 | BioTexCom-КНТУ | 1     |
| 2017 | BioTexCom-КНТУ | 1     |